# 斎藤雅之
齋藤 雅之（さいとう まさゆき、1953年12月2日 - ）は、日本の実業家。オリエントコーポレーション代表取締役社長・代表取締役会長、日本クレジット協会副会長・株式会社シー・アイ・シー代表取締役社長等を歴任。

## 人物・経歴
埼玉県出身。1976年一橋大学商学部を卒業し、旧第一勧業銀行入行。2002年みずほ銀行経営企画部長、2003年からみずほ銀行執行役員経営企画部長
、2005年からみずほフィナンシャルグループ常務執行役員リスク管理グループ長兼人事グループ長兼コンプライアンス統括グループ長
。
2008年6月トータル保険サービス代表取締役副社長、2010年6月オリエントコーポレーション取締役副社長、2011年6月オリエントコーポレーション代表取締役社長。2016年同社代表取締役会長に就任。2017年取締役会長に退き、一般社団法人日本クレジット協会副会長に就任。2021年6月株式会社シー・アイ・シー代表取締役社長に就任。
2012年12月から開始された金融庁の調査により、みずほ銀行とオリエントコーポレーションの提携ローンで、230件、融資額2億9千万円に上る暴力団関係者に対する融資がなされたみずほ銀行暴力団融資事件が明らかになり、2013年9月27日みずほ銀行に対し業務改善命令が出された。これを受け、同年10月15日社長の齋藤を委員長とする反社態勢強化委員会及び特別調査部会がオリエントコーポレーション内に設置され、16日には、みずほ銀行とデータベース強化のためシステムを接続するなどの再発防止策をまとめた報告書を経済産業省に提出、決算説明会では「お客様、株主、金融機関の皆様に多大なご迷惑をおかけしたことを深くおわびする。」と述べた。